# Список послів Перу в Німеччині
Надзвичайний та Повноважний Посол Перу у Федеративній Республіці Німеччина є офіційним представником Республіки Перу при Федеративній Республіці Німеччина.
Перу офіційно встановило двосторонні відносини ще з попередниками сучасної Німеччини у 1828 році, зокрема з Північнонімецьким союзом у 1870 році (на заміну якому згодом прийшла Німецька імперія) та з того часу підтримувало дипломатичні відносини, окрім двох випадків, коли Перу розривало свої відносини: 5 жовтня 1917 року, внаслідок Першої світової війни (пізніше відновлено з Веймарською республікою 28 травня 1920 року) та 24 січня 1942 року, внаслідок оголошення Німецьким рейхом війни проти Сполучених Штатів під час Другої світової війни.
Після Другої світової війни відносини були відновлені 31 січня 1951 року з Федеративною Республікою Німеччина. Після перуанського перевороту 1968 року та встановлення Революційного уряду Хуана Веласко Альварадо відносини з Німецькою Демократичною Республікою також були встановлені 28 грудня 1972 року.

## Список представників
| Ім'я                                                                              | Портрет | Початок терміну   | Кінець терміну | президент                 | Примітки |
| --------------------------------------------------------------------------------- | ------- | ----------------- | -------------- | ------------------------- | --- |
| Педро Хосе Кальдерон                                                              |         | 13 січня 1871     | 12 серпня 1872 | Хосе Бальта               | |
| Хосе Антоніо де Лаваль                                                            |         | 7 жовтня 1873     | 12 серпня 1875 | Мануель Пардо             | Дружина Лавалья, Маріана Пардо-і-Лаваль, померла 31 березня 1875 року. Внаслідок цього Лаваль залишив свої обов'язки в Перуанському представництві в Санкт-Петербурзі (також акредитованому в Німеччині) і наступного року виїхав до Перу.           |
| Лусіано Бенжамін Сіснерос                                                         | </img>  | 2 травня 1882     | ?              | Лізардо Монтеро           | |
| Анібал Вільєгас.                                                                  |         | 14 жовтня 1891    | 28 грудня 1899 | Ремігіо Моралес Бермудес. | |
| Торібіо Санц                                                                      |         | 10 травня 1901    | 29 жовтня 1903 | Едуардо Лопес де Романья. | |
| Андрес Авеліно Касерес                                                            | </img>  | 8 травня 1911     | 17 серпня 1914 | Августо Б. Легія          | Також акредитований в Австро-Угорщині. |
| Віктор Андрес Белаунде                                                            | </img>  | 9 червня 1914     | 17 серпня 1914 | Оскар Р. Бенавідес        | Представництва Австро-Угорщини та Німеччини були розділені 15 квітня 1914 року |
| Алехандро фон дер Гейде                                                           |         | 17 листопада 1914 | 6 жовтня 1917  | Оскар Р. Бенавідес.       | Останній представник Перу в Німеччині та Австро-Угорщині до розриву дипломатичних відносин внаслідок Першої світової війни. |
| (Дипломатичні відносини розірвані 5 жовтня 1917 р.; відновлені 28 травня 1920 р.) |         |                   |                |                           | |
| Хосе Варела і Орбегозо                                                            |         | 28 травня 1920    | ?              | Аугусто Б. Легія          | |
| Агустін Ганоза і Каверо                                                           |         | 1921              | 1922           | Августо Б. Легія.         | |
| Сельсо Гіль Пастор                                                                |         | 1929              | 1931           | Аугусто Б. Легія          | |
| Енріке Гільдемейстер Мюллер                                                       |         | серпень 1931      | 1937           | Луїс Мігель Санчес Серро  | |
| Енріке Ґільдемейстер Мьоллер                                                      |         | 4 березня 1938    | 1942           | Оскар Р. Бенавідес        | Перуанське представництво в Ніімеччині було закрито в лютому 1942 року. Останній співробітник покину представництво в червні того ж року. Обов'язки з підтримання зовнішньополітичних зносин з Німеччиною було передано посольству Перу в Швейцарії. |
| (Дипломатичні відносини розірвані в січні 1942 р.; відновлені в 1951 р.)          |         |                   |                |                           | |

### Німецька Демократична Республіка (1972—1990)
| Ім'я                         | Портрет | Початок терміну    | Кінець терміну | президент              | Примітки |
| ---------------------------- | ------- | ------------------ | -------------- | ---------------------- | --- |
| Енріке Гільдемейстер Мюллер. |         | 1972               | ?              | Хуан Веласко Альварадо | Як посол. |
| Рікардо Вальтер Стаббс Вега  |         | b. 2 липня 1984 р. | травня 1988    | Алан Гарсія            | Як посол або надзвичайний і повноважний посол. Під час його перебування на посаді у Посольстві Перу (також акредитоване в Болівії після 1973 року) було розташоване на Otto-Grotewohl-Straße 5, 108 Berlin-Mitte (у 1984 році), пізніше на Шадовштрассе 6/IV (у 1988 році). Одного разу посольство було відкликано у 1986 році через інцидент із контрабандою зброї. |
| Хайме Качо-Соуса К           |         | 28 травня 1988     | ?              | Алан Гарсія            | Як надзвичайний і повноважний посол У 1984 році він був послом у Чехословаччині. |

### Федеративна Республіка Німеччина (1951–тепер)
| Ім'я                                     | Portrait | Term begin      | Term end        | President                  | Notes                                                |
| ---------------------------------------- | -------- | --------------- | --------------- | -------------------------- | ---------------------------------------------------- |
| Луїс Феліпе Ланата Куді                  |          | 14 червня 1951  | 1953            | Мануель А. Одрія           |                                                      |
| Гонсало Нарсісо де Арамбуру і Росас      |          | 21 серпня 1953  | 1955            | Мануель А. Одрія           |                                                      |
| Луїс Феліпе Ланата Куді                  |          | 1955            | 1958            | Мануель А. Одрія           |                                                      |
| Хорхе Фернандес Столл-Ноттман            |          | липень 1958     | 1960            | Мануель Прадо і Угартеше   |                                                      |
| Luis Felipe Lanata Coudy                 |          | 1961            | 1961            | Мануель Прадо і Угартеше   |                                                      |
| Juan Ignacio Elguera MacParlin           |          | червня 1961     | 1963            | Мануель Прадо і Угартеше   |                                                      |
| Уолтер Пеньялоза                         |          | 1963            | 1969            | Фернандо Белаунде Террі    |                                                      |
| Альберто Вагнер де Рейна                 |          | 1969            | 1972            | Хуан Веласко Альварадо     | [ 27 ]                                               |
| Губерт Віланд Альзамора                  |          | 7 березня 1972  | 1976            | Хуан Веласко Альварадо     |                                                      |
| Хоакін Гередія Кабьєсес                  |          | 1976            | 1978            | Франсіско Моралес Бермудес |                                                      |
| Аугусто Енріке Мореллі Пандо             |          | 1979            | 1982            | Франсіско Моралес Бермудес |                                                      |
| Енріке Фернандес де Паредес Кабельо      |          | 1982            | 1988            | Фернандо Белаунде Террі    |                                                      |
| Габріель Ігнасіо Гарсія Пайк             |          | 1988            | 1991            | Алан Гарсія                | Останній перуанський амбассадор розділеної Німеччини |
| Луїс Сільва-Сантістебан Гарсія-Семінаріо |          | 1992            | 2000            | Альберто Фуджіморі         |                                                      |
| Альфредо Новоа-Пенья.                    |          | 2001            | 2003            | Алехандро Толедо           |                                                      |
| Губерт Віланд Конрой                     |          | 2002            | 2003            | Алехандро Толедо           |                                                      |
| Карлос Альберто Ігерас Рамос             |          | 10 березня 2004 | 28 вересня 2006 | Алехандро Толедо           | Федеріко Кауфманн Дойг                               |
| Федеріко Кауфманн Дойг                   |          | 1 грудня 2006   | 21 січня 2009   | Алан Гарсія                |                                                      |
| Хосе Луїс Перес Санчес-Серро             |          | 28 березня 2009 | 2011            | Алан Гарсія                |                                                      |
| Хуліо Муньос Дікон                       |          | 19 травня 2011  | 2012            | Ольянта Умала              |                                                      |
| Хуліо Муньос Дікон                       |          | 6 березня 2012  | ?               | Ольянта Умала              |                                                      |
| Елмер Шіалер Сальседо                    |          | 1 лютого 2017   | 23 грудня 2022  | Мартін Віскарра            |                                                      |
| Аугусто Давід Теодоро Арзуб'яга Шойх     |          | 25 грудня 2022  | діючий          | Діна Болуарте              | [ 28 ]                                               |

- Список послів Німеччини в Перу
- Список послів Перу в Австрії
- Список послів Перу в Угорщині
- Список послів Перу в Радянському Союзі
- Список послів Перу в Чехословаччині
- Список послів Перу в Югославії
- Список послів Перу в Болгарії
- Список послів Перу в Албанії
- Список послів Перу в Румунії
- Список послів Перу в Польщі